# Кондратьева, Олеся Викторовна
Олеся Викторовна Кондра́тьева (род. 14 декабря 1983) — российская самбистка, чемпионка и призёр чемпионатов России, призёр чемпионатов Европы и мира, мастер спорта России международного класса.

## Спортивные достижения
- Чемпионат России по самбо среди женщин 2007 года — ;
- Чемпионат России по самбо среди женщин 2008 года — ;
- Чемпионат России по самбо среди женщин 2009 года — ;
- Чемпионат России по самбо среди женщин 2011 года — ;
- Чемпионат России по самбо среди женщин 2012 года — ;
- Чемпионат России по самбо среди женщин 2013 года — .